# Chaunté Lowe
Chaunté LaTasha Howard-Lowe (Templeton, 12 gennaio 1984) è un'altista statunitense, medaglia di bronzo ai Giochi olimpici di Pechino 2008.
Detentrice del record nord-centroamericano della specialità, in carriera ha vinto anche una medaglia d'argento ai Mondiali di Helsinki 2005 e la medaglia d'oro ai Mondiali indoor di Istanbul 2012.

## Biografia
Nel 2004 partecipa ai Giochi olimpici di Atene non superando le qualificazioni. Si riscatta l'anno successivo cogliendo un argento nel salto in alto ai Mondiali di Helsinki, con la misura di 2,00 m (suo nuovo primato personale).
Nel 2006, ai Mondiali indoor di Mosca ottiene un 8º posto; nello stesso anno migliora il proprio limite personale portandolo a 2,01 m. Dopo essere diventata madre di Jasmine, nata nel luglio 2007, torna alle gare nel 2008 con risultati di livello internazionale. Vince i trials statunitensi e partecipa ai Giochi olimpici di Pechino che conclude 6ª con la misura di 1,99 m.
L'anno successivo, il 2009, si laurea ancora una volta campionessa statunitense nel salto in alto con 1,95 m. Ad agosto, ai Mondiali di Berlino, si classifica al 6º posto con la misura di 1,96 m.
Nel 2010 dopo aver conquistato il bronzo ai campionati mondiali indoor di Doha 2010, il 30 maggio a Cottbus, sigla il nuovo record nazionale statunitense grazie ad un salto a 2,04 m.
Il 26 giugno, nel corso dei campionati statunitensi, vince il suo quarto titolo nazionale outdoor, migliorando il suo primato nell'alto con 2,05 m, misura che rappresenta anche il nuovo record nazionale e continentale. Nel corso degli stessi campionati si classifica a sorpresa seconda nel salto in lungo, portando il suo personale a 6,90 m.
Nell'aprile del 2011 dà alla luce la sua seconda figlia Aurora Elizabeth.
Nel 2016 si vide assegnare la medaglia di bronzo per la gara disputata ai Giochi olimpici di Pechino 2008, in seguito alle squalifiche di Anna Čičerova, Elena Slesarenko e Vita Palamar.

## Record nazionali
Seniores
- Salto in alto: 2,05 m ( Des Moines, 26 giugno 2010)
- Salto in alto indoor: 2,02 m ( Albuquerque, 26 febbraio 2012)

## Progressione

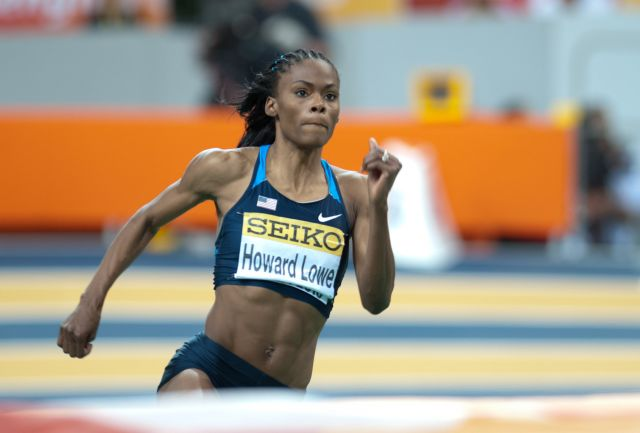
Chaunté Lowe durante i Mondiali indoor di

### Salto in alto
| Stagione | Misura | Luogo          | Data      | Rank. Mond. |
| -------- | ------ | -------------- | --------- | ----------- |
| 2017     | 1,94 m | Montverde      | 10-6-2017 |             |
| 2016     | 2,01 m | Eugene         | 3-7-2016  |             |
| 2015     | 1,91 m | Eugene         | 28-6-2015 | 35ª         |
| 2015     | 1,91 m | New York       | 13-6-2015 | 35ª         |
| 2014     | 1,97 m | Marrakech      | 14-9-2014 | 9ª          |
| 2012     | 2,01 m | Eugene         | 30-6-2012 | 5ª          |
| 2011     | 1,78 m | Eugene         | 24-6-2011 |             |
| 2010     | 2,05 m | Des Moines     | 26-6-2010 | 1ª          |
| 2009     | 1,98 m | Zurigo         | 28-8-2009 | 8ª          |
| 2009     | 1,98 m | Oslo           | 3-7-2009  | 8ª          |
| 2009     | 1,98 m | Atene          | 9-5-2009  | 8ª          |
| 2008     | 2,00 m | Zagabria       | 9-9-2008  | 7ª          |
| 2008     | 2,00 m | Rieti          | 7-9-2008  | 7ª          |
| 2006     | 2,01 m | Indianapolis   | 24-6-2006 | 5ª          |
| 2005     | 2,00 m | Helsinki       | 8-8-2005  | 2ª          |
| 2005     | 2,00 m | Heusden-Zolder | 23-7-2005 | 2ª          |
| 2005     | 2,00 m | Liegi          | 20-7-2005 | 2ª          |
| 2004     | 1,98 m | Provo          | 25-6-2004 | 10ª         |
| 2003     | 1,89 m | Palo Alto      | 22-6-2003 | 68ª         |
| 2003     | 1,89 m | Filadelfia     | 24-4-2003 | 68ª         |
| 2002     | 1,87 m | Raleigh        | 14-6-2002 | 64ª         |
| 2001     | 1,84 m | Raleigh        | 15-6-2001 | 115ª        |

### Salto in alto indoor
| Stagione | Misura | Luogo        | Data      | Rank. Mond. |
| -------- | ------ | ------------ | --------- | ----------- |
| 2015/16  | 1,95 m | Albuquerque  | 5-2-2016  | 6ª          |
| 2014/15  | 1,88 m | Boston       | 1-3-2015  | 33ª         |
| 2014/15  | 1,88 m | Boston       | 7-2-2015  | 33ª         |
| 2013/14  | 1,77 m | Birmingham   | 18-1-2014 |             |
| 2011/12  | 2,02 m | Albuquerque  | 26-2-2012 | 2ª          |
| 2009/10  | 1,98 m | Doha         | 13-3-2010 | 6ª          |
| 2009/10  | 1,98 m | Albuquerque  | 27-2-2010 | 6ª          |
| 2008/09  | 1,89 m | New York     | 30-1-2009 | 29ª         |
| 2007/08  | 1,89 m | Boston       | 24-2-2008 | 41ª         |
| 2005/06  | 1,95 m | Boston       | 25-2-2006 | 13ª         |
| 2005/06  | 1,95 m | Boston       | 28-1-2006 | 13ª         |
| 2004/05  | 1,92 m | Fayetteville | 11-3-2005 | 15ª         |
| 2003/04  | 1,92 m | Fayetteville | 13-3-2004 | 24ª         |
| 2002/03  | 1,85 m | Blacksburg   | 1-3-2003  | 66ª         |
| 2001/02  | 1,78 m | Reno         | 2-2-2002  |             |

## Palmarès

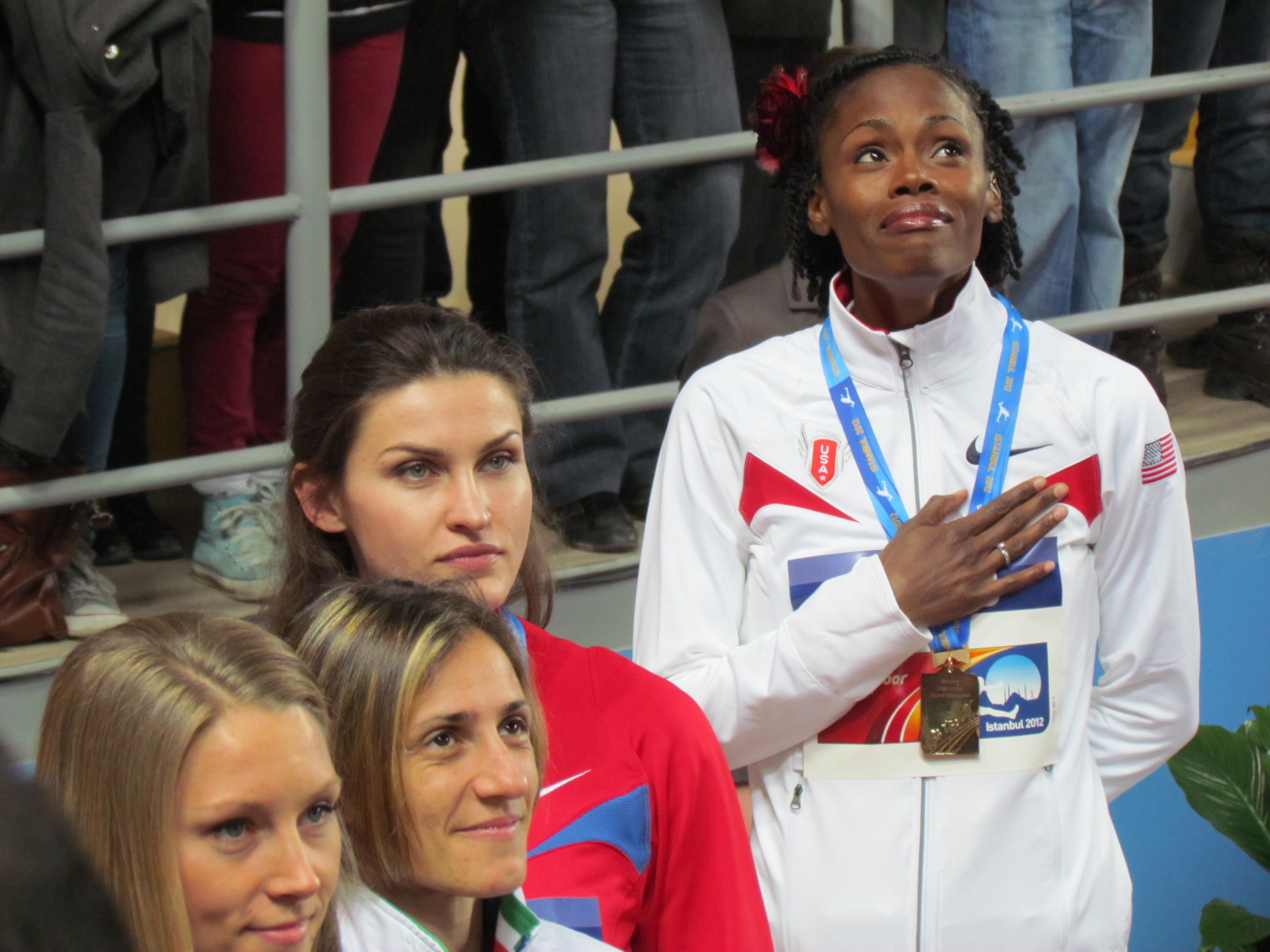
Chaunté Lowe (a destra) sul podio dei Mondiali indoor di

| Anno | Manifestazione  | Sede           | Evento        | Risultato | Prestazione | Note                                     |
| ---- | --------------- | -------------- | ------------- | --------- | ----------- | ---------------------------------------- |
| 2004 | Giochi olimpici | Atene          | Salto in alto | 28ª (q)   | 1,85 m      |                                          |
| 2005 | Mondiali        | Helsinki       | Salto in alto | Argento   | 2,00 m      | Miglior prestazione personale            |
| 2006 | Mondiali indoor | Mosca          | Salto in alto | 8ª        | 1,94 m      |                                          |
| 2008 | Giochi olimpici | Pechino        | Salto in alto | Bronzo    | 1,99 m      | [ 4 ]                                    |
| 2009 | Mondiali        | Berlino        | Salto in alto | 6ª        | 1,96 m      |                                          |
| 2010 | Mondiali indoor | Doha           | Salto in alto | Bronzo    | 1,98 m      | Miglior prestazione personale stagionale |
| 2012 | Mondiali indoor | Istanbul       | Salto in alto | Oro       | 1,98 m      |                                          |
| 2012 | Giochi olimpici | Londra         | Salto in alto | 5ª        | 1,97 m      |                                          |
| 2015 | Mondiali        | Pechino        | Salto in alto | nm (q)    | nm (q)      |                                          |
| 2016 | Giochi olimpici | Rio de Janeiro | Salto in alto | 4ª        | 1,97 m      |                                          |

## Campionati nazionali
- 8 volte campionessa nazionale del salto in alto (2006, 2008, 2009, 2010, 2012, 2014, 2015, 2016)
- 4 volte campionessa nazionale indoor del salto in alto (2006, 2010, 2012, 2015)
- 1 volta campionessa NCAA del salto in alto (2004)
- 2 volte campionessa NCAA indoor del salto in alto (2004, 2005)

2002
- 5ª ai campionati statunitensi juniores, salto in alto - 1,76 m

2003
- Argento ai campionati NCAA, salto in alto - 1,86 m
- 4ª ai campionati statunitensi, salto in alto - 1,89 m

2004
- Oro ai campionati NCAA indoor, salto in alto - 1,92 m
- Oro ai campionati NCAA, salto in alto - 1,93 m
- Argento ai campionati statunitensi, salto in alto - 1,95 m

2005
- Oro ai campionati NCAA indoor, salto in alto - 1,92 m
- Argento ai campionati statunitensi, salto in alto - 1,90 m

2006
- Oro ai campionati statunitensi indoor (Boston), salto in alto - 1,95 m
- Oro ai campionati statunitensi (Indianapolis), salto in alto - 2,01 m

2008
- Oro ai campionati statunitensi (Eugene), salto in alto - 1,97 m

2009
- Oro ai campionati statunitensi (Eugene), salto in alto - 1,95 m

2010
- Oro ai campionati statunitensi indoor (Albuquerque), salto in alto - 1,98 m
- Argento ai campionati statunitensi (Des Moines), salto in lungo - 6,90 m
- Oro ai campionati statunitensi (Des Moines), salto in alto - 2,05 m

2012
- Oro ai campionati statunitensi indoor (Albuquerque), salto in alto - 2,02 m
- Oro ai campionati statunitensi (Eugene), salto in alto - 2,01 m

2014
- Oro ai campionati statunitensi (Sacramento), salto in alto - 1,94 m

2015
- Oro ai campionati statunitensi indoor (Boston), salto in alto - 1,88 m
- Oro ai campionati statunitensi (Eugene), salto in alto - 1,91 m

2016
- Oro ai campionati statunitensi (Eugene), salto in alto - 2,01 m

## Altre competizioni internazionali
2005
- 4ª alla World Athletics Final ( Monaco), salto in alto - 1,93 m

2008
- 4ª alla World Athletics Final ( Stoccarda), salto in alto - 1,97 m

2009
- Bronzo alla World Athletics Final ( Salonicco), salto in alto - 1,97 m

2012
- Vincitrice della Diamond League nella specialità del salto in alto (17 punti)

2014
- Argento in Coppa continentale ( Marrakech), salto in alto - 1,97 m